# Évolution territoriale des possessions des Habsbourg

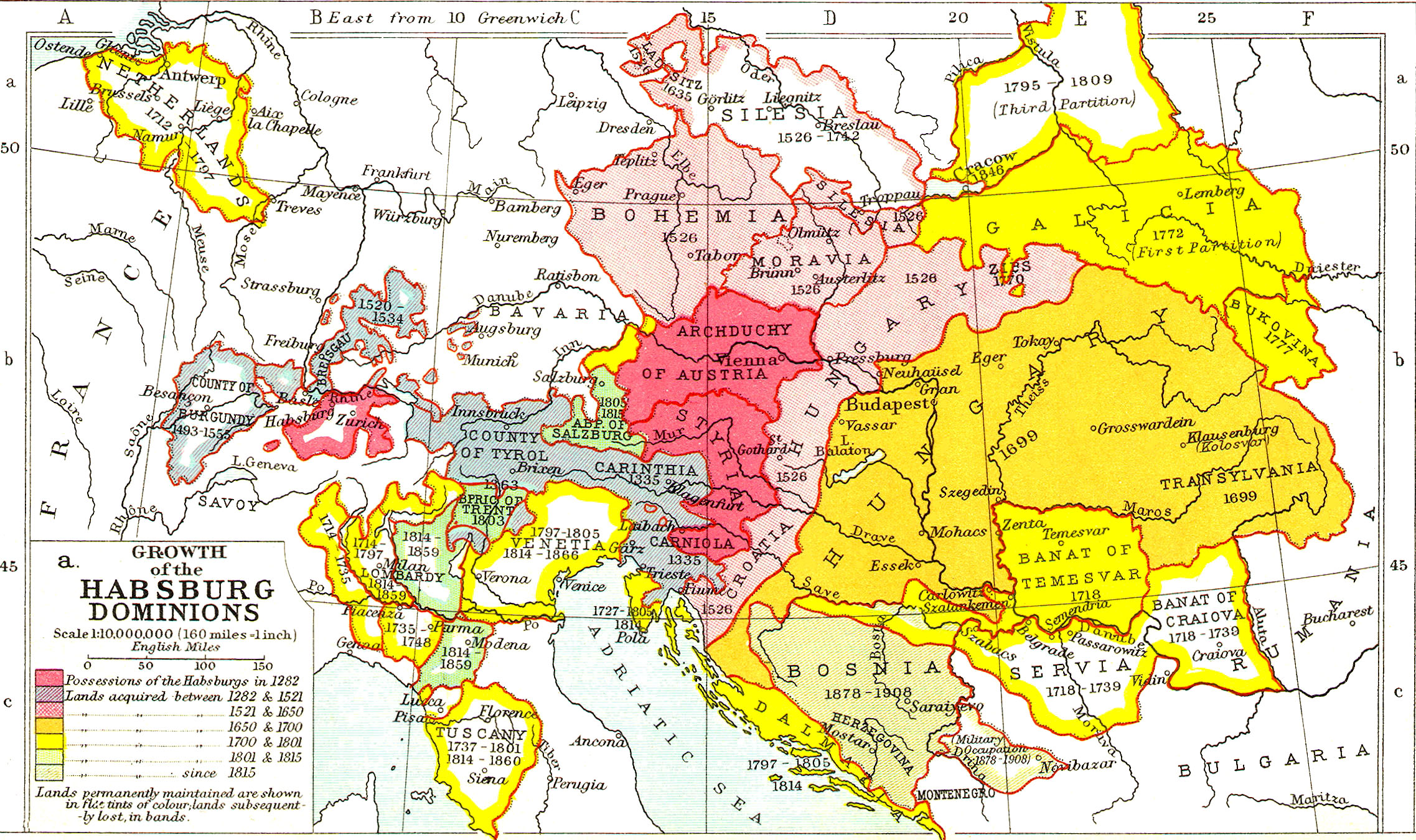
Évolution territoriale du domaine autrichien des Habsbourg entre 1282 et 1918.

Cet article recense l'évolution territoriale des possessions de la maison de Habsbourg, depuis les origines de la dynastie jusqu'à la fin de l'Autriche-Hongrie en 1918.

## Généralités
La maison des Habsbourg tire son origine du château de Habsbourg, actuellement en Suisse. En 1278, la famille devient souveraine de terres situées dans l'actuelle Autriche. Par mariage et conquête, la maison de Habsbourg se retrouve au fil des siècles à la tête d'un vaste ensemble de territoires situés principalement en Europe centrale.
L'archi-maison fournit tous les empereurs du Saint-Empire romain germanique entre 1452 et 1740 puis devenue maison de Habsbourg-Lorraine de 1745 à la dissolution du Saint-Empire en 1806.
Quelles que soient les époques, les possessions des Habsbourg ne forment jamais un pays unifié, chaque province étant gouvernée selon ses propres traditions. D'ailleurs, jusqu'au milieu du XVIIe siècle, elles ne sont pas nécessairement gouvernées par les mêmes membres de la famille. À partir de cette époque, les Habsbourg s'orientent vers une centralisation croissante, qui conduit à la formation de l'empire d'Autriche en 1804 et qui culmine après les révolutions de 1848. L'abandon de cette politique donne naissance à l'Autriche-Hongrie en 1867. Les différents problèmes ethniques de l'empire des Habsbourg conduisent à l'effondrement de l'Autriche-Hongrie après sa défaite dans la Première Guerre mondiale, à l'abdication de la dynastie et à la dispersion de ses possessions entre plusieurs nouveaux États.
Certains membres de la maison de Habsbourg règnent à différentes époques sur d'autres territoires, sans que ceux-ci fassent nécessairement partie des possessions de la maison proprement dites. La branche aînée règne sur l'Espagne, les Pays-Bas Espagnols et la Franche-Comté, les royaumes de Sicile et de Naples ainsi que sur le duché de Milan ainsi que ses possessions outre-mer de 1516 à 1700. Une branche cadette règne sur la Toscane de 1765 à 1801 et de 1814 à 1859 ; pendant son exil, elle règne sur Salzbourg de 1803 à 1805, et sur Wurtzbourg de 1805 à 1814. Une autre branche règne sur l'Autriche antérieure de 1803 à 1805 et sur Modène de 1814 à 1859, tandis que Marie-Louise, seconde épouse de Napoléon Ier et fille de l'empereur d'Autriche François, est duchesse de Parme entre 1814 et 1847. De plus, le Second Empire mexicain est dirigé entre 1863 et 1867 par Maximilien Ier, frère de François-Joseph Ier d'Autriche.

## Chronologie

### Les origines: de la Suisse vers l'Autriche

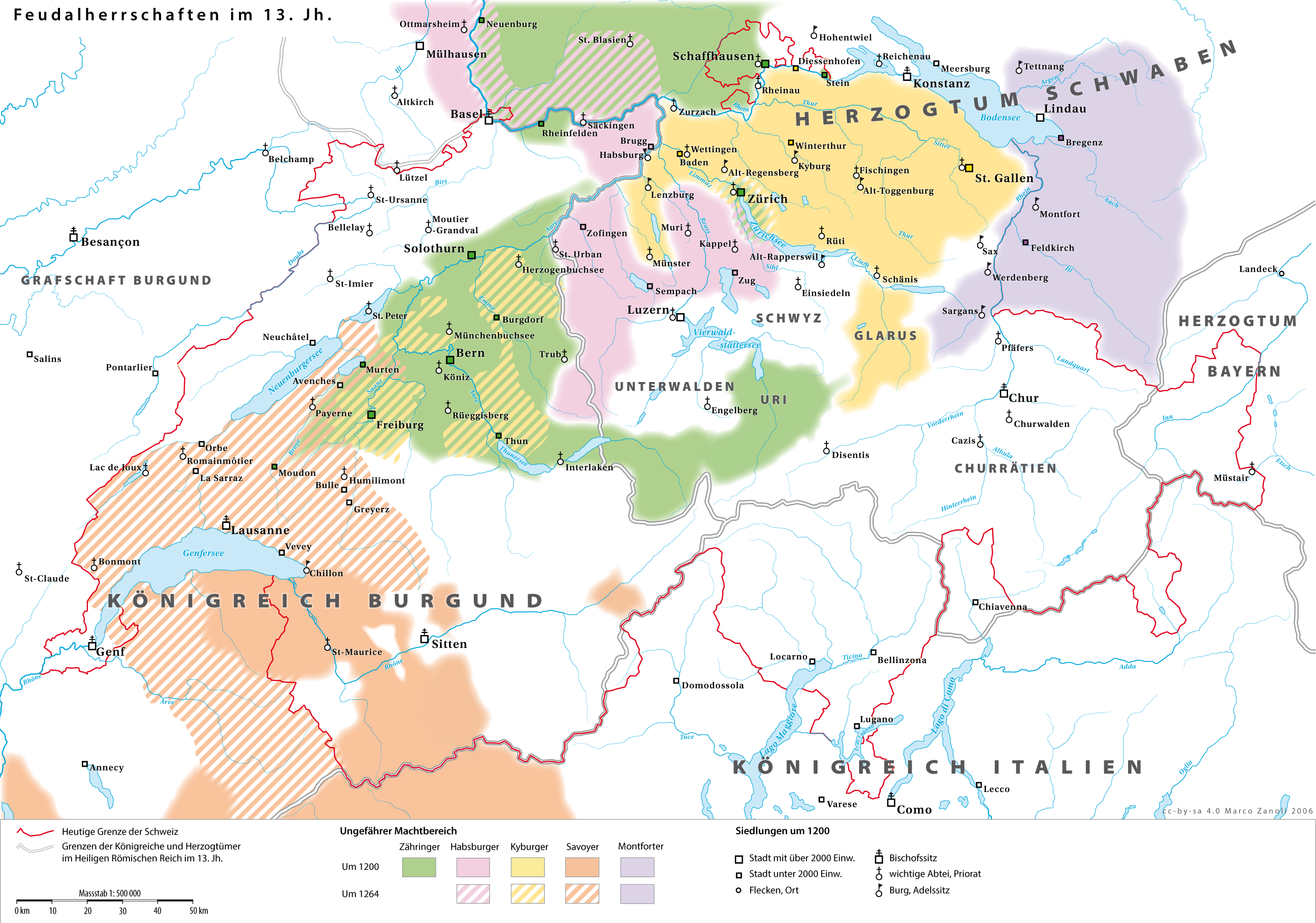
Carte de la région correspondant actuellement à la Suisse vers 1200. Les possessions des Habsbourg sont indiquées en violet.

1108Première utilisation documentée du nom de la maison de Habsbourg,,.
XIe siècle - XIIIe siècleLes Habsbourg règnent depuis le château de Habsbourg, sur des fiefs des duchés de Souabe et de Bourgogne actuellement situés dans le canton d'Argovie, en Suisse. Ils acquièrent divers territoires, en particulier le landgraviat de Haute-Alsace.
1273Rodolphe IV de Habsbourg devient Roi des Romains, c'est-à-dire empereur du Saint-Empire romain germanique, sous le nom de Rodolphe Ier.
26 août 1278Rodolphe Ier vainc Ottokar II de Bohême à la bataille du Marchfeld et s'attribue les possessions autrichiennes de ce dernier : Autriche et Styrie. Ces territoires, les États héréditaires, forment dès lors le cœur des possessions de la Maison de Habsbourg.
15 novembre 1315Les Habsbourg connaissent une première grave défaite face aux Suisse à Morgarten. Les révoltes des Suisses conduisent peu à peu à la perte par les Habsbourg de la quasi-totalité des territoires situés dans l'actuelle Suisse.
1335À la mort d'Henri de Goritz, l'empereur Louis IV accorde les duché de Carinthie et la marche de Carniole aux Habsbourg.
1369À la mort de Margarete Maultasch, le comté de Tyrol est inclus dans le patrimoine des Habsbourg.
1415Dans le cadre du Grand Schisme d'Occident, Frédéric IV d'Autriche est mis au ban de l'Empire. À la demande de l'empereur Sigismond Ier, la Confédération suisse envahit et annexe des terres relevant de l'Autriche antérieure. Les Habsbourg perdent l'Argovie et les Freie Ämter.
22 septembre 1499Le traité de Bâle consacre l'indépendance de fait de la Confédération suisse vis-à-vis des Habsbourg.

### La monarchie universelle

#### Les héritages de Charles Quint
- 16 août 1477 : Par son mariage  avec Marie de Bourgogne, Maximilien Ier acquiert les Pays-Bas bourguignons et le comté de Bourgogne.

- 1516 : Charles Quint, petit-fils de Maximilien Ier, hérite du royaume de Castille avec ses possessions en Amérique at aux Philippines, ainsi que du royaume d'Aragon avec ses possessions italiennes (royaume de Naples et royaume de Sicile).

- 1519 : Charles Quint est élu empereur germanique et se trouve en position de mettre la main sur Milan.

#### Les débuts de la branche cadette d'Autriche

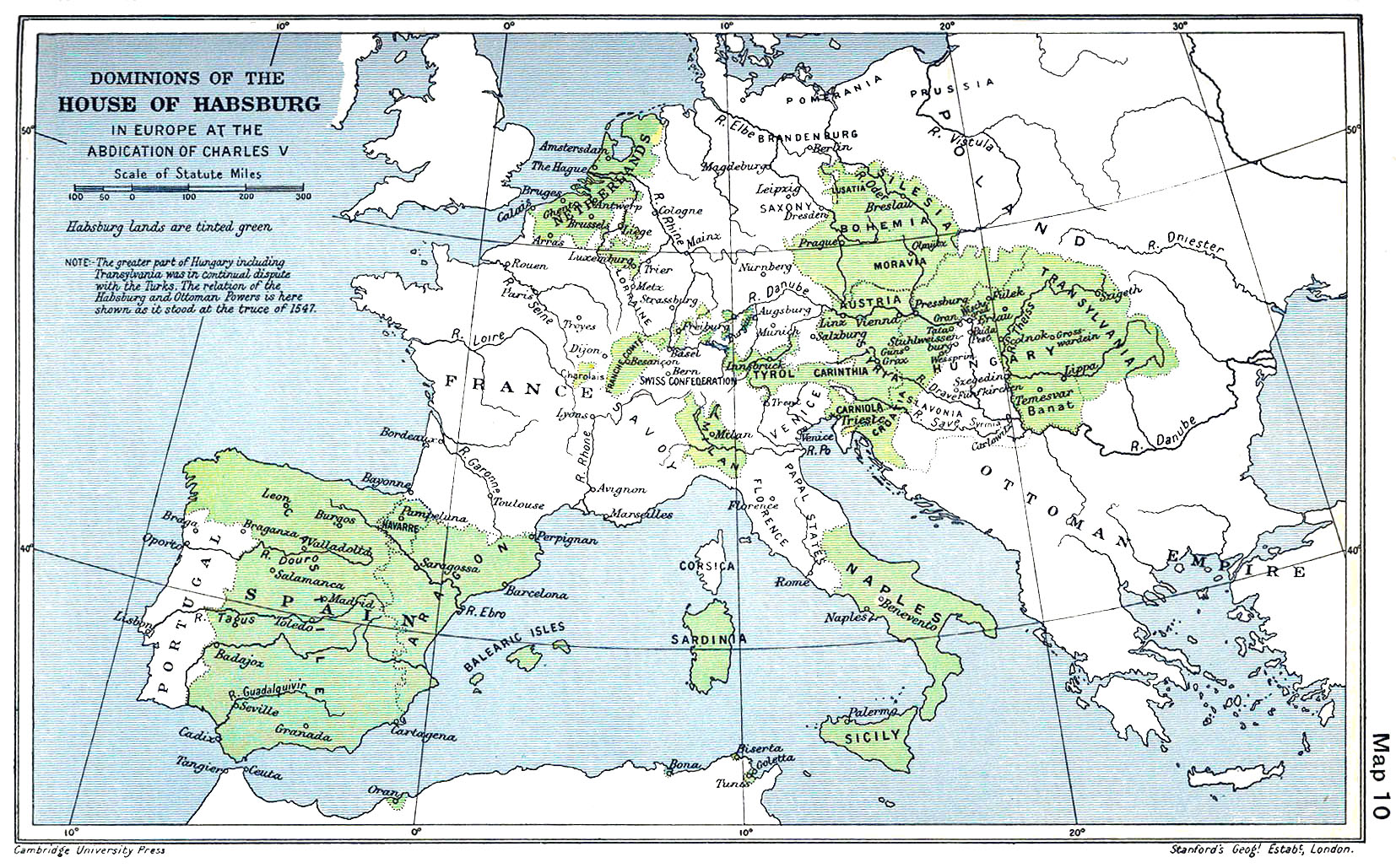
Possessions des Habsbourg en 1547 après la bataille de Mühlberg.

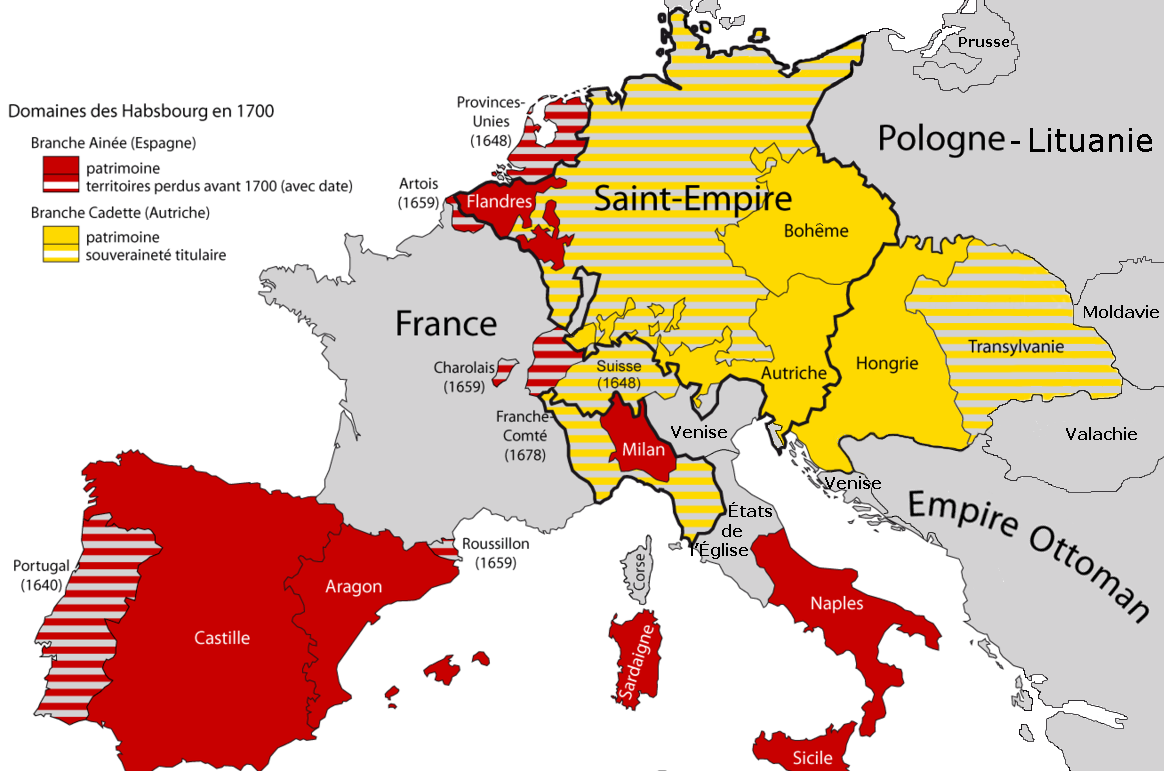
Possessions des Habsbourg d'Espagne (en rouge) et d'Autriche (en jaune) en 1700.

- 21 avril 1521 : Charles Quint assigne à son frère Ferdinand les possessions autrichiennes des Habsbourg.

- 1526 : à la suite de la mort de Louis II de Hongrie à la bataille de Mohács, Ferdinand d'Autriche est élu roi de Bohême (23 octobre), puis roi de Hongrie (17 décembre). Dans les faits, la Hongrie est partagée en trois : Ferdinand règne sur les franges occidentales du pays, son concurrent au trône Jean Szapolyai en Transylvanie, et les Ottomans occupent le reste du pays.

- 1555 : après l'abdication de Charles Quint, les possessions des Habsbourg sont divisées entre deux branches : les Habsbourg d'Autriche, représentés par son frère Ferdinand Ier, et les Habsbourg d'Espagne, représentés par son fils Philippe II.

- 1580 : Philippe II hérite du royaume du Portugal et de ses colonies, en particulier le Brésil.

- 1635 : dans le cadre d'une politique interventionniste en Allemagne, la maison d'Autriche cède par le traité de Prague la Lusace à l'électorat de Saxe.

- 1640 : l'indépendance du Portugal marque le début du déclin de la branche ainée des Habsbourg qui finira par léguer le royaume d'Espagne et le reste de son empire à une branche cadette des Bourbons, issue de Philippe V d'Espagne.

- 1648 : par le traités de Westphalie, La maison d'Autriche cède la Haute-Alsace à la France et renonce à établir son autorité sur les états allemands.

### L'unification de l'Europe Centrale

#### L'expansion à l'Est
- 1699 : en vertu du traité de Karlowitz, l'Empire ottoman cède la majeure partie de la Hongrie, la Transylvanie et la Slavonie à l'Autriche.

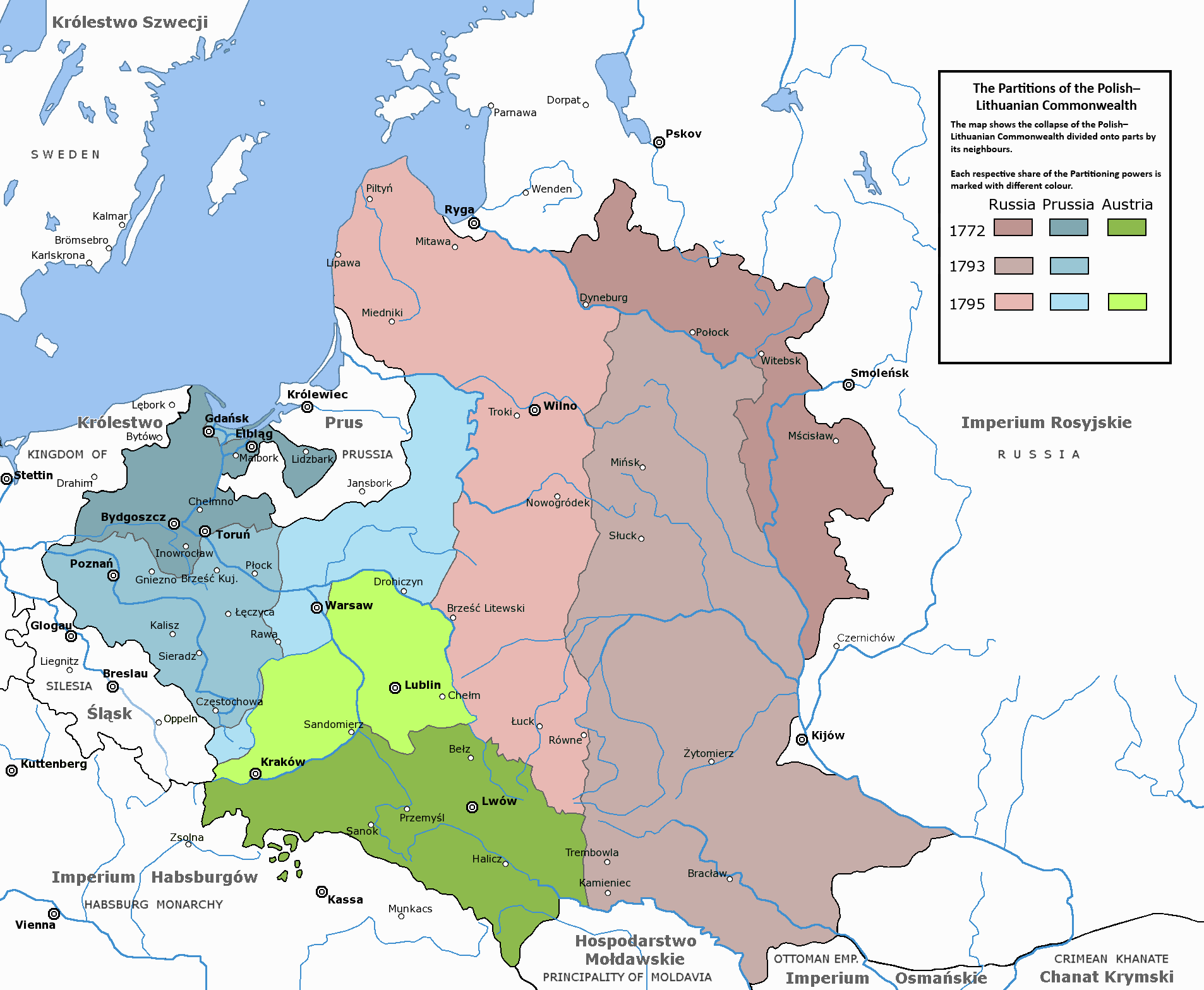
Partages de la Pologne

- 1708 : l'Autriche annexe le duché de Mantoue en Italie.
- 1714 : par le traité de Rastatt, l'Autriche obtient les territoires espagnols aux Pays-Bas et en Italie (Milan, Naples et Sardaigne).
- 1718 : Traité de Passarowitz. L'Autriche annexe le Banat de Temesvar définitivement, le Banat de Severin, ainsi que le nord de la Serbie avec Belgrade et une bande de territoire bosnien au sud de la Save, qu'elle devra restituer à la Turquie en 1739 (traité de Belgrade).
- 1718 : Par le traité de Londres, l'Autriche abandonne la Sardaigne à la Savoie, et en reçoit la Sicile pour reconstituer le royaume des Deux-Siciles.
- 1737 : à l'issue de la guerre de Succession de Pologne, l'Autriche perd les Deux-Siciles (Naples et la Sicile insulaire, conquis par Charles de Bourbon depuis 1734), ainsi qu'une partie du Milanais.   Elle obtient le duché de Parme que le traité d'Aix-la-Chapelle (1748) lui reprend   .
- 1742 : en vertu du traité de Breslau, Marie-Thérèse doit céder la quasi-totalité de la Silésie à Frédéric II de Prusse.
- 1772 : à l'occasion du Premier partage de la Pologne, Marie-Thérèse obtient la Petite Pologne, le sud du bassin de la Vistule et l'ouest de la Podolie: ces territoires sont organisés en royaume de Galicie et Lodomérie, avec Lwów comme capitale.
- 1775 : l'Empire ottoman cède la Bucovine à l'Autriche en échange de sa neutralité durant la guerre russo-turque de 1768-1774.

#### Stabilisation et rationalisation du territoire
- 1779 : le projet  d'échange des Pays Bas autrichiens contre la Bavière échoue, l'Autriche n'acquiert qu'un district sur l'Inn (guerre de Succession de Bavière)
- 1795 : À l'occasion du troisième partage de la Pologne, François II obtient le sud de la Mazovie, avec Cracovie, qu'il perdra en 1809
- 1797 : en vertu du traité de Campo-Formio, l'Autriche renonce aux Pays-Bas autrichiens définitivement et au duché de Milan jusqu'en 1814, mais reçoit en échange les territoires de la république de Venise (Venise même, Istrie et Dalmatie).
- 1801: l'Autriche reçoit les territoires de l'évêché de Trente.
- 1805 : dans le cadre de la réorganisation par Napoléon des territoires germaniques, l'Autriche perd ses possessions dispersées en Allemagne, principalement le Brisgau avec Fribourg, au profit de la Bavière, de Bade et du Wurtemberg (traité de Presbourg); elle reçoit par contre l'électorat de Salzbourg (ex-principauté archiépiscopale de Salzbourg).
- 1809 : Par le traité de Schönbrunn, l'Autriche cède jusqu'en 1814 d'une part le Tyrol et Salzbourg au royaume de Bavière, d'autre part la Vénétie, Trieste et la Dalmatie au royaume d'Italie et à la France (Provinces illyriennes).
- 1815 : le Congrès de Vienne confirme le rétablissement de l'Autriche dans ses limites d'avant la Révolution française, mais délestée de ses possessions périphériques (Pays-Bas) et dotée d'une façade maritime (Vénétie et Dalmatie).
- 16 novembre 1846 : La ville libre de Cracovie perd son indépendance par la création du grand-duché de Cracovie intégré à l'empire d'Autriche.

#### Difficile gestion des nationalismes et dissolution
- 1859 : Par le traité de Zurich, les Habsbourg cèdent la Lombardie au royaume de Sardaigne qui fonde le royaume d'Italie.
- 1866 : les Habsbourg cèdent la Vénétie au royaume d'Italie, à la suite de leur défaite face à la Prusse qui fonde l'Empire Allemand.
- 1867 : L'Autriche-Hongrie est constitué en deux états : empire d'Autriche et royaume de Hongrie, ce dernier est rétabli dans ses limites historiques.
- 1878 : à l'issue du Congrès de Berlin et pour limiter le dèveloppement de la Serbie, l'armée austro-hongroise occupe les Sandjaks de Bosnie et d'Herzégovine ainsi que 4 villes du sandjak de Novi Pazar.
- 1908 : la double monarchie annexe la Bosnie-Herzégovine et se retire du sandjak de Novi Pazar.

À ce stade, la double monarchie apparaît aux observateurs de l'époque comme une combinaison politique complexe, certes destinée à évoluer pour donner leur place aux minorités slaves qui représentent la moitié de la population, mais dont l'existence apparaît nécessaire pour éviter à l'ensemble de ces peuples de tomber sous la domination de l'Allemagne ou de la Russie.
Mais à la suite des bouleversements provoqués par la Grande Guerre :
- 10 septembre 1919 et 4 juin 1920 ; par le traité de Saint-Germain-en-Laye et le traité de Trianon, les possessions de la dynastie des Habsbourg sont répartis entre sept pays : l'Autriche, la Hongrie, l'Italie, la Pologne, la Roumanie, la Tchécoslovaquie et la Yougoslavie.

## Conséquences de la dissolution
- Actuellement, les anciens territoires de l'Autriche-Hongrie sont répartis entre les 13 États successeurs ou États suivants qui ont hérité des territoires des États successeurs :
- Roumanie : 106.992 km2 - 15,84 % de la superficie totale
- Hongrie : 93.030 km2 - 13,76 %
- Autriche : 83.858 km2 - 12,41 %
- République Tchèque : 78.549 km2 - 11,62 %
- Ukraine : 65.344 km2 - 9,67 %
- Croatie : 56.594 km2 - 8,37 %
- Bosnie et Herzégovine : 51.129 km2 - 7,56 %
- Slovaquie : 49.036 km2 - 7,25 %
- Pologne : 32.179 km2 - 4,76 %
- Serbie : 21.506 km2 - 3,18 %
- Slovénie : 20.273 km2 - 3,00 %
- Italie : 16.859 km2 - 2,49 %
- Monténégro : 616 km2 - 0,09 %